# Карликовые летяги
Карликовые летяги (Petinomys) — один из родов белок-летяг, распространенных в Южной Азии. Несмотря на название, не все виды особенно маленькие. Напротив, к этому роду также относятся некоторые более крупные, чем в среднем, виды. Даже самые маленькие карликовые белки-летяги превосходят по размерам летяг-пигмеев. Название рода происходит от сочетания греческих слов πετεινός (peteinos «летающий») и μῦς (mys, «мышь»).

## Описание
Самый маленький вид — летяга Фордерманна с длиной тела 10 см и хвостом примерно такой же длины. Самый крупный вид, усатая летяга, примерно в два раза больше при общей длине около 40 см, включая хвост (этот вид назвать «карликовым» довольно сложно). Все карликовые белки-летяги обитают в тропических лесах. В целом они мало изучены, но, вероятно, по образу жизни должны соответствовать другим белкам-летягам.

## Систематика
Род Petinomys был впервые научно описан в 1908 году Олдфилдом Томасом как один из подродов рода Sciuropterus. Типовым видом была избрана сиберутская летяга (Petinomys lugens), которую описал также Томас в 1895 году.
Среди карликовых белок-летяг насчитывается от восьми до девяти видов:
- Филиппинская летяга (Petinomys crinitus) (Hollister, 1911), Минданао и прилегающие острова
- Буроголовая летяга (Petinomys fuscocapillus) (Jerdon, 1847), Южная Индия, Шри-Ланка
- Усатая летяга (Petinomys genibarbis) (Horsfield, 1822), Малайский полуостров, Ява, Суматра, Борнео
- Летяга Хагена (Petinomys hageni) (Jentink, 1888), Суматра, Борнео
- Сиберутская летяга (Petinomys lugens) (Тhomas, 1895), Ментавайские острова
- Petinomys mindanensis (Rabor, 1939), Минданао и соседние острова
- Белобрюхая летяга (Petinomys setosus) (Temminck, 1844)), Мьянма, Таиланд, Малайский полуостров , Суматра, Борнео
- Летяга Фордерманна (Petinomys vordermanni) (Jentink, 1890), Малайский полуостров, Борнео

Подтверждены очень близкородственные связи карликовых летяг с стрелохвостыми летягами (Hylopetes). Ареалы обоих родов пересекаются в Южной и Юго-Восточной Азии. Предполагается, что дивергенция двух родов произошла в плейстоцене около 2,2 миллиона лет назад.